# نادی‌لوژ
نادْیْ‌‌لوژ (به مجاری:  Nagylózs) یک شهرداری در مجارستان است که در ناحیه شوپرون واقع شده‌است. نادی‌لوژ ۱۹٫۲۵ کیلومتر مربع مساحت و ۹۱۰ نفر جمعیت دارد.